# Bailar contigo
Bailar contigo is een nummer van de Amerikaanse band Black Eyed Peas en de Puerto Ricaanse rapper Daddy Yankee uit 2023. Het is de derde single van Elevation, het negende studioalbum van Black Eyed Peas.
Het refrein van het nummer is gesampled uit Scatman (Ski-Ba-Bop-Ba-Dop-Bop) van Scatman John (1995). "Bailar contigo" is een optimistische plaat met een zomers geluid. Het nummer flopte in Amerika, maar werd wel een kleine hit in Frankrijk en Italië. Ook in het Nederlandse taalgebied was de plaat geen hitlijsten te bereiken.

## Tracklijst
Muziekdownload
1. "Bailar contigo" - 3:43